# ساهانا (نرم‌افزار)
ساهانا نرم‌افزاری رایگان و تحت وب است که هدف آن ارائه امکانات اطلاعاتی به مدیران بحران در سطوح و فعالیت‌های مختلف است تا به کمک آن بتوان بخشی از مسائل مربوط به عدم هماهنگی‌هایی که در هنگام بحران وجود دارد را حل نمود.

## سامانه‌های اطلاعاتی مدیریت بحران
سامانه‌های اطلاعاتی مدیریت بحران طی سالهای اخیر با توسعه علوم و فنون رایانه و با اهمیت پیدا کردن مسائل و موضوعات مدیریت بحران، شرکت‌های تولید نرم‌افزار تلاش‌های زیادی را برای تهیه و عرضه انواع مختلف نرم‌افزارهای عمومی و اختصاصی مدیریت بحران آغاز نموده‌اند.

## ساهانا
این نرم‌افزار از جمله نرم‌افزارهایی است که به‌طور رایگان در اختیار قرار دارد و همه نه تنها می‌توانند از آن استفاده کرده بلکه می‌توانند آن را توسعه داده و بهبود ببخشند. این نرم‌افزار تحت وب طراحی شده است و هدف آن ارائه امکانات اطلاعاتی به مدیران بحران در سطوح و فعالیت‌های مختلف است تا به کمک آن بتوان بخشی از مسائل مربوط به عدم هماهنگی‌هایی که در هنگام بحران وجود دارد را حل نمود.
مهمترین مواردی که در این نرم‌افزار سامانه اطلاعاتی می‌توان یافت مربوط است به:
- - مدیریت مفقودین، مجروحین، آسیب دیدگان،
  - افراد داوطلب،
  - اسکان‌های موقت،
  - کمکهای مردمی
  - و مانند اینها

این نرم‌افزار تاکنون در بحران‌های زیر مورد استفاده قرار گرفته است:
- - سونامی در سریلانکا در سال ۲۰۰۵
  - زلزله پاکستان در سال ۲۰۰۵
  - زمین لغزه سال ۲۰۰۶ در فیلیپین
  - زلزله جاوه در اندونزی در سال ۲۰۰۶.
- تیم الکترونیکی: اولین نسخه آن در سال ۱۹۹۸ ارائه گردید. این نرم‌افزار اکنون توسط برخی سازمان‌های دولتی، خصوصی و غیردولتی در بخش‌های مختلف مورد استفاده قرار می‌گیرد. این نرم‌افزار برای مدیریت بحران‌ها اعم از آنکه برنامه مدیریت بحران در مورد آنها وجود داشته باشد یا وجود نداشته باشد قابل کاربرد است و به استفاده کنندگان این امکان را می‌دهد که هنگام وقوع بحران‌ها آخرین اطلاعات مربوط به وضعیت بحرانی و نحوه مدیریت بحران را در اختیار داشته باشند.

این نرم‌افزار در مدیریت بحران‌های بزرگی مانند واقعه ۱۱ سپتامبر در نیویورک، طوفآنهای چارلی، ایوان و فرنسیس، سونامی در آسیا، خاموشی تابستان ۲۰۰۳، آتش‌سوزی جنگل‌ها در آریزونای آمریکا، المپیک آتن و سایر رویدادهای بزرگ توسط سازمان‌های مختلف مورد استفاده قرار گرفته است.
این نرم‌افزار همچنین به طور پویا با سامانه‌های اطلاعات جغرافیایی مرتبط می‌شود و قادر است کلیه اطلاعات را بر روی نقشه محل وقوع بحران به برنامه ریزان و مدیران و تصمیم گیران ارائه دهد.
مهمترین ابزارهای موجود در این نرم‌افزار عبارتند از:
- - گزارش و رد گیری سوانح
  - گزارش وضعیت لحظه به لحظه سانحه
  - مرکز اطلاع‌رسانی و مخابرات
  - مدیریت منابع و امکانات
  - برنامه‌ریزی
  - گزارش گیری در مورد زیرساخت‌های حیاتی
  - مدیریت نیروی انسانی
  - جمع‌آوری و توزیع اطلاعات حساس
  - مدیریت بازسازی.
- سامانه اطلاعات جغرافیایی مجموعه‌ای از نرم‌افزارها، سخت‌افزارها، داده‌ها، متخصصین و الگوها می‌باشد که جهت اخذ، ذخیره‌سازی، بازیابی، به هنگام سازی، پردازش، تجزیه و تحلیل و انتقال و نمایش داده‌های مکان مرجع شده جهت حمایت از تصمیم‌گیری برای حل یک مشکل می‌باشد.
- سامانه تعیین موقعیت جهانی سامانه تعیین موقعیت جهانی یک سامانه ماهواره‌ای مورد استفاده در ناوبری است که امکان تعیین موقعیت فرد را در تمام مدت ساعات شبانه روز از هر مکانی بر روی زمین و در هر نوع شرایط آب و هوایی فراهم می‌سازد.
- سامانه فرماندهی حادثه در مدیریت بحران: سامانه فرماندهی حادثه در حال حاضر رایج‌ترین نظام اعمال مدیریت سوانح و حوادث در جهان به شمار می‌آید که مقبولیت آن با توجه به نتایج حاصل از بکارگیری آن رو به افزایش است.

این سامانه بر پایه پنج جایگاه اصلی طراحی شده است:
- فرماندهی
- برنامه‌ریزی
- عملیات
- پشتیبانی
- مالی / اداری

کاربردهای سامانه رهبری یکپارچه عبارتند از:
- حوادثی که بر بیش از یک حوزه سیاسی اثر می‌کنند.
- حوادث درگیرکننده سازمان‌های متعدد درون یک حوزه
- حوادث اثر گذارنده بر سازمان‌های جغرافیایی و عملی متعدد